# Trypanosoma nudigobii
Trypanosoma nudigobii is een soort in de taxonomische indeling van de Euglenozoa. Deze micro-organismen zijn eencellig en meestal rond de 15-40 micrometer groot . Het organisme komt uit het geslacht Trypanosoma en behoort tot de familie Trypanosomatidae. Trypanosoma nudigobii werd in 1919 ontdekt door Fantham.